# HMS Grafton (H89)
La HMS Grafton (Pennant number H89), settima nave da guerra britannica a portare questo nome, è stata un cacciatorpediniere classe G della Royal Navy. Costruita nei cantieri Thornycroft, venne impostata il 30 agosto 1934, varata il 18 settembre 1935 ed entrò in servizio il 20 marzo 1936.

## Servizio
Al momento dell'ingresso in servizio venne assegnato alla 1 Squadriglia cacciatorpediniere, facente parte della Mediterranean Fleet. Rimase nel Mediterraneo fino allo scoppio della seconda guerra mondiale nel settembre 1939, venendo quindi riassegnato alla Home Fleet con tutta la flottiglia. Dopo un breve periodo di riparazioni, giunse a Plymouth il 22 ottobre, venendo quindi impiegato con compiti di pattugliamento antisommergibile e scorta ai convogli nel settore di sud-ovest, insieme ai cacciatorpediniere Gallant, Greyhound e Glowworm.
In novembre venne trasferito presso la 22 Flottiglia con base ad Harwich, da dove operò nel Mare del Nord e nel canale della Manica fino al gennaio 1940. Il 10 gennaio venne trasferito alla riformata 1 Flottiglia, sempre con base ad Harwich, con compiti di intercettazione del traffico mercantile sospettato di contrabbando tra i porti olandesi e tedeschi. Il 26 marzo entrò in cantiere a Kingston upon Hull, tornando in servizio il 15 aprile a Scapa Flow, impegnata nelle operazioni collegate alla campagna di Norvegia. Il 18 maggio prese parte al salvataggio dell'equipaggio del posamine ausiliario Princess Victoria, insieme ai cacciatorpediniere Gallant e Foresight.
Dal 24 maggio venne trasferito al Nore Command per pattugliare la zona meridionale del Mare del Nord, venendo in seguito assegnata all'evacuazione delle truppe alleate dalla Francia e dai Paesi Bassi. Il 26 maggio scortò gli incrociatori Arethusa e Galatea durante un bombardamento nell'area del Passo di Calais in supporto alle operazioni terrestri. Il 28 maggio trasferì 277 soldati dalle spiagge di De Panne a Dover.
Il giorno successivo, mentre recuperava i sopravvissuti del cacciatorpediniere Wakeful, venne colpita da un siluro lanciato dall'U-62 che danneggiò gravemente la nave causando anche una seconda esplosione che colpì il ponte uccidendo anche il capitano. I sopravvissuti delle due navi vennero recuperati dall'Ivanhoe, mentre quattro uomini dell'equipaggio rimasero uccisi. Dopo un breve tentativo di rimorchiare la nave, la Grafton venne affondata a cannonate dalla stessa Ivanhoe.